# Alberto de Montecorvino
Alberto de Montecorvino, nacido en Normandia, fue llevado a Motta Montecorvino en la Apulia cuando era niño. Se convirtió posteriormente en obispo de Montecorvino. Alberto se quedó ciego años después pero, por el contrario, se le concedió al capacidad de una gran penetración interior y el don de profecía. La fama de San Alberto creció mucho a raíz de los milagros.